# Camarade Lézard
 (juin 2017).
Si vous disposez d'ouvrages ou d'articles de référence ou si vous connaissez des sites web de qualité traitant du thème abordé ici, merci de compléter l'article en donnant les références utiles à sa vérifiabilité et en les liant à la section « Notes et références ».
Camarade Lézard est le premier album solo du musicien et chanteur français Gari Grèu, sorti en 2012.

## Liste des titres
| 1.    | La tasse de thé                | 3:22 |
| 2.    | Les cheminots de Sainte-Marthe | 3:32 |
| 3.    | Dis-moi soleil                 | 4:01 |
| 4.    | Camarade Lézard                | 3:08 |
| 5.    | Que j'aime le français         | 3:24 |
| 6.    | Le balcon                      | 3:29 |
| 7.    | L'employé                      | 3:19 |
| 8.    | Je fais ce que tu veux         | 2:22 |
| 9.    | Les arbres du parc             | 2:41 |
| 10.   | On a raison                    | 3:28 |
| 11.   | Fais semblant                  | 3:16 |
| 12.   | Faut pédaler                   | 3:22 |
| 13.   | Si on était...                 | 2:42 |
| 42:06 |                                |      |

## Vidéo clips
Gari Grèu a sorti à ce jour deux clips :
- Les cheminots de Sainte-Marthe
- Faut pédaler